# 10e étape du Tour de France 2007
Pour un article plus général, voir Tour de France 2007.
La 10e étape du Tour de France 2007 a lieu le 18 juillet. Le parcours de 229 kilomètres relie Tallard à Marseille.

## Communes traversées

### Hautes-Alpes
Tallard

### Alpes-de-Haute-Provence
Curbans, Claret, Thèze, Valernes, Sisteron, Peipin, Châteauneuf-Val-Saint-Donat, Les Mées, Oraison, Valensole

### Var
Vinon-sur-Verdon

### Bouches-du-Rhône
Saint-Paul-lès-Durance

### Var
Rians, Ollières, Saint-Maximin-la-Sainte-Baume, Saint-Zacharie.

### Bouches-du-Rhône
Auriol, Roquevaire, Aubagne, Gémenos, Roquefort-la-Bédoule, Cassis, Marseille.

## Récit
En marge du tour, le coureur allemand Patrik Sinkewitz de l'équipe cycliste T-Mobile a été convaincu de dopage à la testostérone lors d'un entraînement le 8 juin 2007. Patrik Sinkewitz avait été contraint à l'abandon lors de la 8e étape ; il souffrait d'un important traumatisme facial après avoir percuté un spectateur.
Les chaînes publiques allemandes ARD et ZDF ont immédiatement interrompu la retransmission du Tour de France jusqu'à nouvel ordre.

## Classement de l'étape
| \| Classement de l'étape \| Classement de l'étape \| Classement de l'étape \| Classement de l'étape \| Classement de l'étape \| \| Coureur \| Coureur \| Pays \| Équipe \| Temps \| \| --------------------- \| --------------------- \| --------------------- \| ------------------------------- \| --------------------- \| \| 1er \| Cédric Vasseur \| France \| Quick Step-Innergetic \| 5 h 20 min 24 s \| \| 2e \| Sandy Casar \| France \| La Française des jeux \| + 0 s \| \| 3e \| Michael Albasini \| Suisse \| Liquigas \| + 0 s \| \| 4e \| Patrice Halgand \| France \| Crédit Agricole \| + 0 s \| \| 5e \| Jens Voigt \| Allemagne \| CSC \| + 0 s \| \| 6e \| Staf Scheirlinckx \| Belgique \| Cofidis-Le Crédit par Téléphone \| + 36 s \| \| 7e \| Paolo Bossoni \| Italie \| Lampre-Fondital \| + 36 s \| \| 8e \| Marcus Burghardt \| Allemagne \| T-Mobile \| + 1 min 01 s \| \| 9e \| Aliaksandr Kuschynski \| Biélorussie \| Liquigas \| + 2 min 34 s \| \| 10e \| Juan Antonio Flecha \| Espagne \| Rabobank \| + 2 min 34 s \| |                       |             |                                 |                 |
| |                       |             |                                 |                 |
| |                       |             |                                 |                 |
| Classement de l'étape |                       |             |                                 |                 |
| Coureur | Coureur               | Pays        | Équipe                          | Temps           |
| 1er | Cédric Vasseur        | France      | Quick Step-Innergetic           | 5 h 20 min 24 s |
| 2e | Sandy Casar           | France      | La Française des jeux           | + 0 s           |
| 3e | Michael Albasini      | Suisse      | Liquigas                        | + 0 s           |
| 4e | Patrice Halgand       | France      | Crédit Agricole                 | + 0 s           |
| 5e | Jens Voigt            | Allemagne   | CSC                             | + 0 s           |
| 6e | Staf Scheirlinckx     | Belgique    | Cofidis-Le Crédit par Téléphone | + 36 s          |
| 7e | Paolo Bossoni         | Italie      | Lampre-Fondital                 | + 36 s          |
| 8e | Marcus Burghardt      | Allemagne   | T-Mobile                        | + 1 min 01 s    |
| 9e | Aliaksandr Kuschynski | Biélorussie | Liquigas                        | + 2 min 34 s    |
| 10e | Juan Antonio Flecha   | Espagne     | Rabobank                        | + 2 min 34 s    |

## Classement général
Aucun leader au classement général n'étant présent dans l'échappée, aucun changement n'est à signaler. Le Danois Michael Rasmussen (Rabobank) porte toujours le maillot jaune de leader devant les deux espagnols Alejandro Valverde (Caisse d'Épargne) et Iban Mayo (Saunier Duval-Prodir).
L'Américain Levi Leipheimer, 9e du classement général, est disqualifié en 2012 pour ses pratiques dopantes entre 1999 et 2007 et apparait donc rayé dans le classement si dessous.
| \| Classement général \| Classement général \| Classement général \| Classement général \| Classement général \| \| Coureur \| Coureur \| Pays \| Équipe \| Temps \| \| ------------------ \| ------------------ \| ------------------ \| -------------------- \| ------------------ \| \| 1er \| Michael Rasmussen \| Danemark \| Rabobank \| 49 h 23 min 48 s \| \| 2e \| Alejandro Valverde \| Espagne \| Caisse d'Épargne \| + 2 min 35 s \| \| 3e \| Iban Mayo \| Espagne \| Saunier Duval-Prodir \| + 2 min 39 s \| \| 4e \| Cadel Evans \| Australie \| Predictor-Lotto \| + 2 min 41 s \| \| 5e \| Alberto Contador \| Espagne \| Discovery Channel \| + 3 min 08 s \| \| 6e \| Christophe Moreau \| France \| AG2R Prévoyance \| + 3 min 18 s \| \| 7e \| Carlos Sastre \| Espagne \| CSC \| + 3 min 39 s \| \| 8e \| Andreas Klöden \| Allemagne \| Astana \| + 3 min 50 s \| \| 9e \| Levi Leipheimer \| États-Unis \| Discovery Channel \| DQ \| \| 10e \| Kim Kirchen \| Luxembourg \| T-Mobile \| + 5 min 06 s \| |                    |            |                      |                  |
| |                    |            |                      |                  |
| |                    |            |                      |                  |
| Classement général |                    |            |                      |                  |
| Coureur | Coureur            | Pays       | Équipe               | Temps            |
| 1er | Michael Rasmussen  | Danemark   | Rabobank             | 49 h 23 min 48 s |
| 2e | Alejandro Valverde | Espagne    | Caisse d'Épargne     | + 2 min 35 s     |
| 3e | Iban Mayo          | Espagne    | Saunier Duval-Prodir | + 2 min 39 s     |
| 4e | Cadel Evans        | Australie  | Predictor-Lotto      | + 2 min 41 s     |
| 5e | Alberto Contador   | Espagne    | Discovery Channel    | + 3 min 08 s     |
| 6e | Christophe Moreau  | France     | AG2R Prévoyance      | + 3 min 18 s     |
| 7e | Carlos Sastre      | Espagne    | CSC                  | + 3 min 39 s     |
| 8e | Andreas Klöden     | Allemagne  | Astana               | + 3 min 50 s     |
| 9e | Levi Leipheimer    | États-Unis | Discovery Channel    | DQ               |
| 10e | Kim Kirchen        | Luxembourg | T-Mobile             | + 5 min 06 s     |

## Classements annexes
| Classement par points | Classement par points | Classement par points | Classement par points | Classement par points |
| Coureur               | Coureur               | Pays                  | Équipe                | Points                |
| --------------------- | --------------------- | --------------------- | --------------------- | --------------------- |
| 1er                   | Tom Boonen            | Belgique              | Quick Step-Innergetic | 160 pts               |
| 2e                    | Erik Zabel            | Allemagne             | Team Milram           | 144 pts               |
| 3e                    | Robert Hunter         | Afrique du Sud        | Barloworld            | 114 pts               |
| 4e                    | Thor Hushovd          | Norvège               | Crédit Agricole       | 110 pts               |
| 5e                    | Sébastien Chavanel    | France                | La Française des jeux | 108 pts               |

| Classement par points | Classement par points | Classement par points | Classement par points | Classement par points |
| Coureur               | Coureur               | Pays                  | Équipe                | Points                |
| --------------------- | --------------------- | --------------------- | --------------------- | --------------------- |
| 1er                   | Tom Boonen            | Belgique              | Quick Step-Innergetic | 160 pts               |
| 2e                    | Erik Zabel            | Allemagne             | Team Milram           | 144 pts               |
| 3e                    | Robert Hunter         | Afrique du Sud        | Barloworld            | 114 pts               |
| 4e                    | Thor Hushovd          | Norvège               | Crédit Agricole       | 110 pts               |
| 5e                    | Sébastien Chavanel    | France                | La Française des jeux | 108 pts               |

| Classement de la montagne | Classement de la montagne | Classement de la montagne | Classement de la montagne | Classement de la montagne |
| Coureur                   | Coureur                   | Pays                      | Équipe                    | Points                    |
| ------------------------- | ------------------------- | ------------------------- | ------------------------- | ------------------------- |
| 1er                       | Michael Rasmussen         | Danemark                  | Rabobank                  | 98 pts                    |
| 2e                        | Mauricio Soler            | Colombie                  | Barloworld                | 79 pts                    |
| 3e                        | Yaroslav Popovych         | Ukraine                   | Discovery Channel         | 70 pts                    |
| 4e                        | Mikel Astarloza           | Espagne                   | Euskaltel-Euskadi         | 51 pts                    |
| 5e                        | Laurent Lefèvre           | France                    | Bouygues Telecom          | 50 pts                    |

| Classement de la montagne | Classement de la montagne | Classement de la montagne | Classement de la montagne | Classement de la montagne |
| Coureur                   | Coureur                   | Pays                      | Équipe                    | Points                    |
| ------------------------- | ------------------------- | ------------------------- | ------------------------- | ------------------------- |
| 1er                       | Michael Rasmussen         | Danemark                  | Rabobank                  | 98 pts                    |
| 2e                        | Mauricio Soler            | Colombie                  | Barloworld                | 79 pts                    |
| 3e                        | Yaroslav Popovych         | Ukraine                   | Discovery Channel         | 70 pts                    |
| 4e                        | Mikel Astarloza           | Espagne                   | Euskaltel-Euskadi         | 51 pts                    |
| 5e                        | Laurent Lefèvre           | France                    | Bouygues Telecom          | 50 pts                    |

| Classement du meilleur jeune | Classement du meilleur jeune | Classement du meilleur jeune | Classement du meilleur jeune | Classement du meilleur jeune |
| Coureur                      | Coureur                      | Pays                         | Équipe                       | Temps                        |
| ---------------------------- | ---------------------------- | ---------------------------- | ---------------------------- | ---------------------------- |
| 1er                          | Alberto Contador             | Espagne                      | Discovery Channel            | 49 h 26 min 56 s             |
| 2e                           | Linus Gerdemann              | Allemagne                    | T-Mobile                     | + 3 min 37 s                 |
| 3e                           | Mauricio Soler               | Colombie                     | Barloworld                   | + 3 min 41 s                 |
| 4e                           | Kanstantsin Siutsou          | Biélorussie                  | Barloworld                   | + 5 min 52 s                 |
| 5e                           | Vladimir Gusev               | Russie                       | Discovery Channel            | + 9 min 12 s                 |

| Classement du meilleur jeune | Classement du meilleur jeune | Classement du meilleur jeune | Classement du meilleur jeune | Classement du meilleur jeune |
| Coureur                      | Coureur                      | Pays                         | Équipe                       | Temps                        |
| ---------------------------- | ---------------------------- | ---------------------------- | ---------------------------- | ---------------------------- |
| 1er                          | Alberto Contador             | Espagne                      | Discovery Channel            | 49 h 26 min 56 s             |
| 2e                           | Linus Gerdemann              | Allemagne                    | T-Mobile                     | + 3 min 37 s                 |
| 3e                           | Mauricio Soler               | Colombie                     | Barloworld                   | + 3 min 41 s                 |
| 4e                           | Kanstantsin Siutsou          | Biélorussie                  | Barloworld                   | + 5 min 52 s                 |
| 5e                           | Vladimir Gusev               | Russie                       | Discovery Channel            | + 9 min 12 s                 |

| Classement par équipes | Classement par équipes | Classement par équipes | Classement par équipes |
| Équipe                 | Équipe                 | Pays                   | Temps                  |
| ---------------------- | ---------------------- | ---------------------- | ---------------------- |
| 1re                    | CSC                    | Danemark               | 148 h 20 min 49 s      |
| 2e                     | Caisse d'Épargne       | Espagne                | + 5 min 02 s           |
| 3e                     | Discovery Channel      | États-Unis             | + 5 min 08 s           |
| 4e                     | Rabobank               | Pays-Bas               | + 5 min 19 s           |
| 5e                     | Astana                 | Suisse                 | + 8 min 04 s           |

| Classement par équipes | Classement par équipes | Classement par équipes | Classement par équipes |
| Équipe                 | Équipe                 | Pays                   | Temps                  |
| ---------------------- | ---------------------- | ---------------------- | ---------------------- |
| 1re                    | CSC                    | Danemark               | 148 h 20 min 49 s      |
| 2e                     | Caisse d'Épargne       | Espagne                | + 5 min 02 s           |
| 3e                     | Discovery Channel      | États-Unis             | + 5 min 08 s           |
| 4e                     | Rabobank               | Pays-Bas               | + 5 min 19 s           |
| 5e                     | Astana                 | Suisse                 | + 8 min 04 s           |

### Combativité
Patrice Halgand